# The Seven-Up Company
The Seven-Up Company är ett amerikanskt läskedrycksföretag skapat av C. L. Grigg. Företaget startades 1920 med namnet The Howdy Corporation och tillverkade då Howdy Orange drink. 7 Up lanserades 1929.
1936 ändrades namnet till The Seven-Up Company. Företaget bytte namn igen 1996 till det nuvarande Dr Pepper/Seven Up, Inc.